# Impasse Popincourt
L'impasse Popincourt est une voie située dans le quartier de la Roquette du 11e arrondissement de Paris.

## Situation et accès
L'impasse Popincourt est desservie par la ligne 9 à la station Voltaire.

## Origine du nom
Elle porte le nom de Jean de Popincourt, président du Parlement de Paris, en raison de sa proximité avec la rue éponyme.

## Historique
Cette voie est ouverte à la circulation publique par arrêté du 23 juin 1959.